# Soleiman ibn al-Arabi

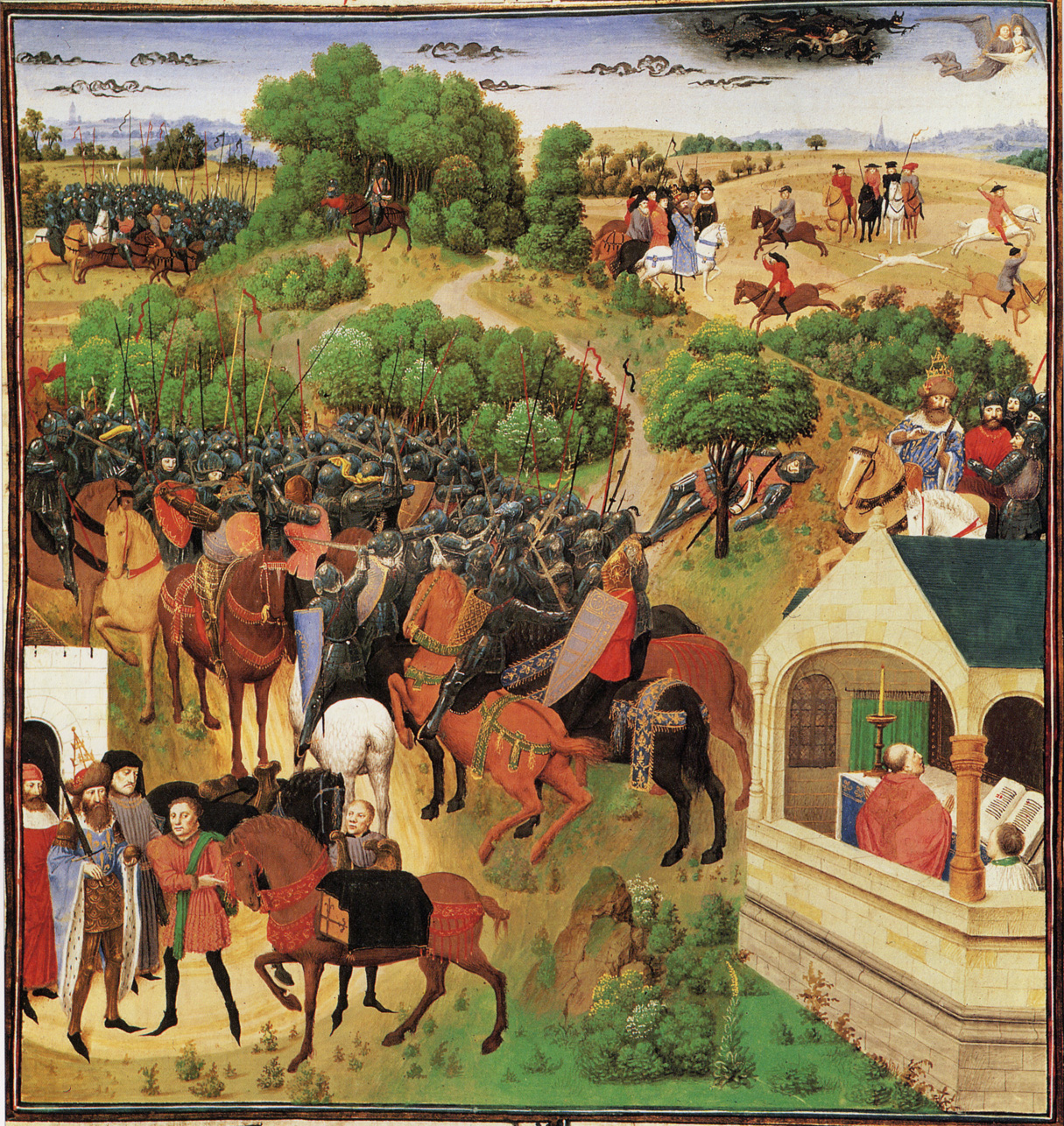
De acht stages van de Slag bij Roncevaux. Miniatuur uit de 'Grandes Chroniques de France', Exemplaar van Filips de Goede, midden 15e eeuw.

Soleiman ibn al-Arabi (Suleiman ibn Yaqzan al-Arabí al-Kelbi, ? - 780) was de gouverneur (wali) van Girona en Barcelona tijdens de veldtocht van Karel de Grote tegen de Saracenen in Spanje in 778.

## Biografie
Tussen 750 en 756 vond een machtsstrijd plaats in Spanje tussen de zetelende dynastie van de Abbasiden en de uit Damascus binnengetrokken Omajjaden. In 756 werd Abd ar-Rahman I (731-788) emir van Córdoba, nadat hij de Abbasidische emir Jusuf al Fihri uit de weg geruimd had. Daarmee eindigde de machtsstrijd in het voordeel van Omajjaden. Soleiman ibn al-Arabi stond aan de zijde van de Abbasiden en trok in 777 aan het hoofd van een Saraceens gezantschap naar de Rijksdag in Paderborn waar Karel dat jaar resideerde. In zijn gezelschap waren de zoon van de vroegere emir van Cordoba, Abul Assuad Muhammad, en de kleinzoon van een kalief, Abd-al-Rahman Ibn Habib, meegetrokken. Ze beloofden de Frankische vorst een gebiedsuitbreiding tot Zaragoza aan de rivier de Ebro in ruil voor hulp in hun strijd tegen de Omajjadische emir van Cordoba. 
In de winter van 777/778 maakte de Frankische vorst plannen voor een veldtocht naar Spanje. Vastberaden om van het machtsvacuüm in Spanje gebruik te maken om zijn rijk in het zuiden uit te breiden. Hij versterkte ijlings de grens met de Saksen, met wie hij in een langdurig conflict verzeild was geraakt en waarmee een bestand was bereikt en verzamelde een indrukwekkend leger. Volgens zijn biograaf Einhard bestaande uit alle strijdkrachten waarover hij kon beschikken. Op 19 april 778 trok hij in twee legereenheden op naar het zuiden.
Soleiman marcheerde mee met het leger dat in het oosten via de Col du Perthus de Pyreneeën overstak. Het andere leger, onder leiding van Karel de Grote zelf, marcheerde in het westen via de pas van Ibenuta naar Vasconia (Baskenland) de Pyreneeën over. Tijdens de doortocht van de Frankische legers werden de landerijen in de as gelegd en steden verwoest. Aangekomen in Zaragoza voegden beide legers zich samen en begon het beleg van de stad. Want, ondanks de belofte van Soleiman op de medewerking van al-Husayn ibn Yahiya, de nieuwe gouverneur van Zaragoza, aan het complot, zaten hij en de bewoners niet te wachten op de ‘bevrijding’ door de legers van Karel.
Karel achtte Soleiman verantwoordelijk voor de impasse en zette hem gevangen. Tijdens het beleg bereikte het bericht hem dat de Saksen opnieuw in opstand gekomen waren. Hij brak het beleg af en begon aan de terugtocht mogelijks ook om gezichtsverlies te vermijden. Op de terugweg wisten Soleimans zonen Aysun al-Arabi and Matruh al-Arabi hun vader te bevrijden. Het zou onder hun impuls geweest zijn dat de Basken op 15 augustus 778 bij Roncevalles de achterhoede van het Frankische leger in een hinderlaag lokten en vernietigden. Dit wordt beschouwd als de historische kern van het Chanson de Roland.
Soleiman keerde terug naar Zaragoza waar hij in 780 door al-Husayn ibn Yahiya, zijn vroegere raadgever, werd vermoord.